# 南進論
- 關於11世紀至18世紀的越南擴張政策，請見「南進」。
- 關於俄羅斯帝國歷代沙皇奉行的南進擴張政策，請見「俄羅斯的領土演變」。
- 關於北朝鮮對南韓的收復政策，請見「[[:赤化統一（朝鲜语：적화통일）]]」。
- 關於北朝鮮對南韓的軍事和政治思想工作，請見「[[:對南工作（朝鲜语：대남공작）]]」。
- 關於1990年代中華民國政府的外交及經濟政策，請見「南向政策」。
- 關於2016年蔡英文政府推行的對外政策，請見「新南向政策」。

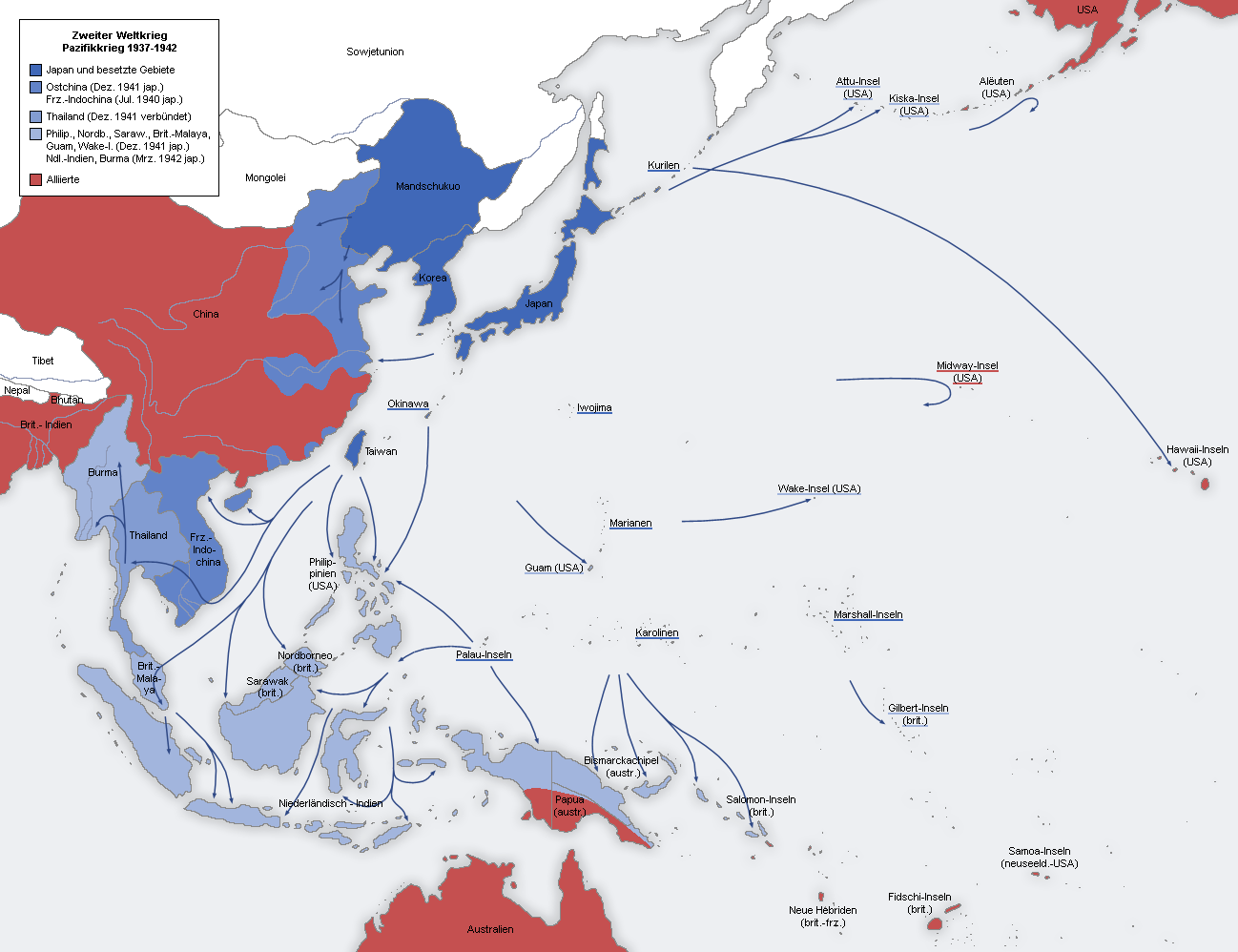
在南進論影響下發動的南方作戰（1937年－1942年）

南進論，為戰前日本向南方擴張的對外政策主張，包括占领中南半島和马来群岛，以及掠夺当地资源的计划。

## 明治時期
開國後，横尾東作、田口卯吉、志賀重昂、菅沼貞風、竹越与三郎等民間論客，受泛亞主義、自由貿易思潮影響，提倡南進論，主張向大洋洲、東南亞擴張貿易與移民。甲午戰爭中，南進論者便積極呼籲領有臺灣。
明治時期，日本向南方擴張，將小笠原群島等無人島納入轄下，1885年琉球處分吞併琉球，1895年取得臺灣。日清戰爭、日俄戰爭以後，北進論成為日本政府對外政策主流，積極經略朝鮮半島、中國大陸，向東北亞擴張；而南進論為民間非主流，但臺灣總督府開拓南洋航路。
1914年（大正3年），日本藉口日英同盟參戰，日本海軍佔據德國太平洋殖民地密克羅尼西亞諸島。戰後，日本受國聯託管德屬新幾內亞，實質上將德國前殖民地納入統治。在南洋諸島，日本設立南洋廳鼓勵向南方的貿易、投資、移民，將內南洋作為外南洋的跳板。

## 大正時期至二戰
日本大正時期至二戰之間對於「南方」所研擬與實施的南進政策。粗略可分為大正南進期、中國抗日戰爭前期、太平洋戰爭等3時期。廣義政策施達區域則涵蓋華南、臺灣、東南亞等。
因為第一次世界大戰前後期日本受益於戰事所需，於華南及東南亞民生經濟獲利大幅提升，奠定南進政策的利基，在經過「準備期」、「培訓期」及「宣導期」後，率先於大正時期以臺灣為基地，以金融、經濟面向掌握東南亞經濟命脈，並在積極運作經營後，於醫學、商業及農業上獲得一定成果。
在南進政策施行過程中，因關東大地震等因素使得日本的南進政策稍緩，但於臺灣部分仍默默繼續進行。南進政策的主要推動者是日本海軍，日本陸軍對此政策的態度比較消極。昭和初期，日本軍事勢力抬頭，配合武力橫掃東南亞，使得南進政策獲得實際巨大效益。惟在戰事失利後，所有成果毀於一旦，其戰略也於日本投降後正式停止。